# アレハンドロ・ポスエロ
アレハンドロ・ポスエロ・メレロ（Alejandro Pozuelo Melero, 1991年9月20日 - ）は、スペイン・アンダルシア州セビリア出身のサッカー選手。スュペル・リグ・コンヤスポル所属。ポジションはミッドフィールダー。

## 経歴
8歳の頃、レアル・ベティスのユースチームでキャリアをスタートさせると、リザーブチームの監督を務めていたオリがファーストチームのペペ・メル監督に推薦したこともあり2011年にトップチームに昇格。10月2日に行われたレバンテ戦でデビューを果たした。

### スウォンジー
2013年7月2日、プレミアリーグのスウォンジー・シティAFCと3年契約を交わした。8月25日に行われたトッテナム戦では途中出場しダニー・ローズとマッチアップしたが苦戦を強いられた。のちにこの出来事についてポスエロは「彼は僕の30倍も足が早くて、僕は全てのプレーを先読みされていた」と話している。それでもミカエル・ラウドルップ監督率いるスウォンジーでは継続的に試合に出場していたが、ラウドルップが解任され、彼に干されていたギャリー・モンクがチームの選手兼暫定監督に就くと一転して構想外になった。さらに怪我も追い打ちをかけたことにより僅か1年でウェールズのクラブを後にした。 

### ラージョ
2014年7月24日にラージョ・バジェカーノに移籍して母国に復帰するもチームに馴染むことが出来ず、ピッチ上でもアルベルト・ブエノからポジションを奪えなかったため公式戦13試合の出場にとどまった。さらに、一握りの強豪クラブを除く多くのスペインのクラブは他国のクラブチームに比べて給料が低いことも懸念材料となり、どのような形であれリーガ・エスパニョーラを出ることを決意した。 

### ヘンク
2015年8月31日、移籍市場最終日にKRCヘンクに移籍した。幸いにもヘンクのGKコーチであったエルウィン・レメンスは現役時代にスペインのRCDエスパニョールでプレーしていたこともありスペイン語を話せた。そのため彼が通訳や家探しを手伝ってくれたこともあり、スムーズに新しい環境に適応でき、チームに在籍していた3年半の間にキャプテンも務めて公式戦177試合に出場した。 

### MLS
2019年3月18日、当時プレミアリーグのチームやサウジ・プロフェッショナルリーグのチームからもオファーがあったものの加入時期やクラブ間合意に至らず、最終的にセバスティアン・ジョヴィンコが退団したばかりのMLS・トロントFCに加入。
加入1年目はリーグ戦12G12Aを記録してチームのMLSカップ決勝進出に貢献。さらに2019年と2020年にはMLSベストイレブンに選出され、そのうちの2020年はリーグのMVPに選ばれた。
2022年7月7日、デビッド・ベッカムがオーナーのインテル・マイアミCFに移籍した。ポスエロはインテル・マイアミを退団するまでアメリカで113試合に出場して32G33Aの成績を収めた。

### コンヤスポル
2023年2月8日、スュペル・リグのコンヤスポルにフリーで加入して欧州リーグに復帰した。
2023年7月9日、ポズエロは契約満了後、UAEプロリーグのアル・ジャジーラ・クラブに加入しました。  2024年8月には、サウジ・プロフェッショナルリーグのアル・フェイハFCに1年契約で移籍しました。

## タイトル

### チーム
レアル・ベティス
- セグンダ・ディビシオン : 1回（2010-11シーズン）

トロントFC
- カナディアン・チャンピオンシップ : 1回（2020シーズン）

### 個人
トロントFC
- MLSベストイレブン : 2回（2019年, 2020年）
- ランドン・ドノバンMVPアワード : 1回（2020年）